# Harford Village
Harford Village ist eine Siedlung im Parish Saint Andrew im Osten von Grenada.

## Geographie
Das Dorf ist ein Vorort im Südosten von Grenville auf einer Anhöhe zwischen dem Tal des Balthazar River (W) und der Grenville Bay.

## Klima
Das Klima ist tropisch heiß.